# Balu kapitány kalandjai
Balu kapitány kalandjai / Balu kapitány (Eredeti cím: TaleSpin, ejtsd IPA [teɪlspɪn]; kb. Télszpin) – 1990-től 1991-ig futott amerikai televíziós rajzfilmsorozat, amelyet a The Walt Disney Company készített, és A dzsungel könyve című 1967-es rajzfilm Spin-off-ja. Műfaját tekintve kalandfilmsorozat és filmvígjáték-sorozat. Balu, a medve ezúttal egy botcsinálta pilóta szerepében tűnik fel, s keveredik barátaival izgalmas kalandokba.
Amerikában 1990. szeptember 9-én kezdték sugározni a The Disney Afternoon műsor keretein belül. Összesen 65 epizód készült. Az első bevezető történetet 4 részre bontott folytatásos formában sugározták. Magyarországon először 1993-1997 között vetítették a Walt Disney bemutatja műsorban a Magyar Televízió 1-es csatornáján, majd felváltva vetítette az RTL Klub és a Story4 is, illetve jelenleg 2022. októberétől a kizárólagos Disney jogszerzés által a TV2 vetíti.

## A szereplők eredete
Balu a Walt Disney Company-nál először az 1967-es, Rudyard Kipling művéből készült A dzsungel könyve című rajzfilm egyik főhőseként tűnt fel. A stúdió az eredeti rajzfilm szereplői közül Balun kívül még kettőt tartott meg: Sir Kánt, a tigrist és Lajcsit, az orangutánt. A sorozat többi szereplőjét kifejezetten az új történethez találták ki ès a dzsungel könyvèből több szereplő sajnos nem jelenik meg.

## Történet
Balu a sorozatban egy pilóta személyében tűnik fel, aki Cape Suzette városában él. (A település neve fiktív, egy édesség neve, a Crêpe Suzette játékos elváltoztatásából ered.) Korábban szabadúszóként dolgozott saját időbeosztás szerint, ám egy napon arra kellett eszmélnie, hogy számlatartozásai miatt egy üzletasszony, Rebecca Cunningham felvásárolta amatőr szállítmányozási irodáját és imádott teherszállító gépét, a Vaskacsát, megalapítva ezzel a "Szárnyalj fennen!"-t.

## Legfontosabb szereplők

### Főszereplők
- Balu: szürke, túlsúlyos, kétballábas medve, a Vaskacsa nevű hidroplán pilótája. Alapvető dolgokkal kapcsolatban nem az éles esze jellemzi, de a levegőben, ha kell, azonnal képes a legjobb döntéseket meghozni, és a leglélegzetelállítóbb manővereket végrehajtani. A munkamorálja pocsék, nem szereti, ha megmondják neki, mit csináljon. A rábízott küldeményekkel rendszeresen késik, mert a repülési terv követése helyett legjobb barátja, Lajcsi kocsmájában üti el az időt. Egyetlen cél lebeg a szeme előtt: visszavásárolni a Vaskacsát. Ezért egy kis kincsvadászatra bármikor vállalkozik, hogy könnyen jusson sok pénzhez. Mindennek ellenére azonban nagyon is helyén van a szíve, történjen bármi, a barátainak bármikor gondolkodás nélkül segít. A történet két gyermekszereplője, Kit és Molly gyakran hívják Papamacinak.
- Kit Cloudkicker (a magyar szinkronban "Clondkicker"): barna kölyökmedve, emberi léptékkel számolva 12 év körüli, a Vaskacsa navigátora. Árva, a történet kezdete előtt egy évvel csapódott a kalózok csapatához, ám a rablásból hamar elege lett, így végül megszökött. (Itt kezdődik a sorozat története). Menekülés közben Lajcsinál kötött ki, nála találkozott Baluval, akinek megesett rajta a szíve, és magához vette a bocsot. Összetartozásuk jelképeként egy piros-kék baseballsapkát is kapott. Kitűnő navigátor, profin ért a repülőgépekhez, legnagyobb álma, hogy pilóta lehessen. Különleges hobbija, hogy a Vaskacsához erősített kötélbe kapaszkodva a légdeszkáján felhőszörfözik. Árva lévén nagyon vágyódik egy saját család után, ezt végül meg is találja, hiszen Balura apjaként, Rebeccára anyjaként, Rebecca kislányára, Mollyra pedig a húgaként tekint. Balu és Kit kapcsolata párhuzamba állítható Balu Mauglival való viszonyával.
- Rebecca Cunningham: barna nőstény medve, jellegzetes, 1930-as és 1940-es évekbeli frizurát visel. Általában sötétlila nadrágot, fehér garbót és ciklámen színű blézert hord. Ambiciózus és megfontolt üzletasszony, ő vásárolja fel Balu vállalkozását és a Vaskacsát, miután a pilóta nem tudta rendezni tartozásait. A "Szárnyalj fennen!" nevű szállítmányozási cég alapítója. Baluval, merőben eltérő természetük miatt nehezen boldogulnak, sokat veszekednek, de a szívük mélyén szeretik egymást, jó barátok, kölcsönösen számíthatnak egymásra. Folyton valami új üzleti fogáson töri a fejét, lehetetlen ötleteivel őrületbe kergeti környezetét. Bár egyedülálló, de van egy kislánya, Molly. Balu sokszor becézi Beckynek, ami Rebeccának nem mindig tetszik.
- Molly Elizabeth Cunningham: Rebecca sárga bundájú, 6 év körüli kislánya. Édesapja ismeretlen. Bár a sorozat folyamán többen is udvarolnak édesanyjának, az ő számára Balu jelenti az apaképet, sokszor hívja Papamacinak és a pilóta is az apjaként gondoskodik róla. Talpraesett, minden helyzetben feltalálja magát. Rafinált, sokszor túljár édesanyja eszén, aki így végül hiába tilt meg neki bármit. Bár néha nehezen viseli Rebecca folytonos elfoglaltságát, alapvetően kiegyensúlyozott kislány. A kedvenc hőséről szóló rádióműsort sosem hagyná ki, gyakran be is öltözik Démonasszonynak. Gyakori beceneve a Malacfül, melyet Balutól kap rögtön az első közös kalandjuk során, később Kit is többször szólítja így. A kedveskedő név Molly masnival átkötött füleiből ered.

### Barátok
- Vadmacs: Egy szórakozott, kicsit bugyuta puma, aki repülőgépszerelő. Bár látszólag kontár munkát végez, végül mégis mindig megjavít mindent, nem ismer lehetetlent. Legtöbb idejét Mollyval tölti, aki nagyon szeret vele játszani, míg Rebecca dolgozik.
- Lajcsi: A dzsungel könyve című rajzfilmből megismert orangután, aki ezúttal kocsmárosként tűnik fel. A nyílt vízen úszó vendéglőjét egy hajóroncs köré építette, a helyi pilóták közkedvelt törzshelye.

### Főbb kalózok
Balunak és csapatának számos ellenséggel kell az egyes epizódok során szembeszállniuk, ám leggyakrabban azokkal a kalózokkal kerülnek összetűzésbe, akiktől a bevezető részben Kit megszökött.
- Don Kartács: ő a kalózok vezetője, megtestesítője egy róka, a ravaszságra utalván, de inkább hasonlít egy farkasra. Tökéletes személyiségnek és briliáns elmének tartja magát. Alattvalóival előszeretettel zsarnokoskodik. Legfőbb jellegzetessége francia-olasz-spanyol kevert akcentusa és egyedi hanglejtése.
- Dilikutya: tacskószerű kalóz, társával, Kukással együtt Don Kartács leghűbb és legmegbízhatóbb csatlósa. Kukással való közös ténykedései során kettejük közül ő képviseli a gondolkodást, ám túl nagy képessége neki sincs ehhez.
- Kukás: buldogszerű kalóz, Dilikutya társa. Megjelenése robusztus, erőtől duzzadó, ugyanakkor viszont együgyű, általában nem képes felfogni a rá kiosztott parancsokat.
- Fürészke: dingószerű kalóz kék mellényt hord, a füleit egy gyűrű fogja össze, a karjára dinamitrudak vannak felszíjazva. Eléggé túlbuzgó emiatt bajba is kerül. Az egyik epizódban majdnem elsüllyeszti a kalózhajót. (Vaskeselyű)

### Egyéb szereplők
- Sir Kán: A dzsungel könyve című rajzfilmből megismert gonosz bengáli tigris, aki ezúttal Cape Suzette város legbefolyásosabb és leggazdagabb személyének szerepében tetszeleg. Nem ő az abszolút negatív szereplő a sorozatban, ám ha érdekei úgy diktálják, a korrupciótól és egyéb sötét ügyletektől sem riad vissza.
- Spigot ezredes: a számos epizódban megjelenő, vaddisznók lakta Thembria (ejtsd: Szembria) nevű katonaállam (junta) egyik vezetője. A diktatórikus ország párhuzamba állítható az egykori Szovjetunióval, a nevét valószínűleg Szibéria és Szerbia összekapcsolásából alkották. Spigot maga alacsony növésű (napóleoni hasonlat), örökös kisebbségi komplexusban szenved, ezért igyekszik mindenki fölé helyezni magát és terror alatt tartani a népét. Alapvetően azonban mégsem mondható negatív szereplőnek, mert, bár csak kompromisszumok árán, de ha úgy adódik, még segíteni is képes a főhősöknek. Alacsonysága mellett legfőbb ismertetőjegye még jellegzetes pöszesége, selypítése, amelytől karaktere csak még komikusabbá, parodisztikusabbá válik – Balu ezért sokat is gúnyolódik vele.
- Dunder őrmester: Spigot jobbkeze, bár leginkább csak hátráltatja felettesét az együgyűséggel és ügyetlenkedésével. Jámbor természet, folyton a szívére hallgatna, ha főnöke nem szólna közbe, s adna ki neki józan sütnivalón és saját érdekeken nyugvó parancsokat. Szerencsésnek tartja magát pozíciója miatt, Spigotot is megvédi durva bánásmódja miatt, mondván, a thembriai törvények alapján járhatna sokkal rosszabbul is.

## Szinkron
Az eredeti szinkron – a Csipet Csapathoz hasonlóan – 52 részig a Magyar Televízió megbízásából készült, 1993-ban. Másik Disney sorozathoz hasonlóan európai alforgalmazó módosított az epizódok eredeti sorrendjén. Később 1997-től – először az új évezred elejéig – az RTL Klub többször is megismételte és befejezte a sorozatot, ám az eredeti szinkroncsapat felkérése helyett olcsóbbnak bizonyult saját csapattal folytatni a szinkront. A sorozat szereplőinek zöme új magyar hangot kapott.
Nem sokkal az RTL Klub sugárzása után DVD-kiadást kapott az egész sorozat, ám a kiadvány egységesítése miatt újra-szinkronizálták és átfordították az RTL csapatával. (A konkrét kiadó cégről jelenleg információ.) Illetve az új változathoz a sorozat narrációs címe lerövidült Balu kapitányra, miközben DVD-n mégis a régi teljes cím látható. A főcímdal kisebb változtatásokban részesült. 2011. január 3-a és április 6-a között a Story4 csatorna is műsorára tűzte a teljes sorozatot az új magyar változattal; reggeli matiné kereteiben többnyire korhatár nélkül és egy-egy epizód erőszakossága miatt 12+ korhatárral váltakozva. Későbbi években 6-os korhatárba illesztve az új szinkronnal vetítette újra az RTL. 2022. októberben – kizárólagos Disney forgalmazást követően több más rajzfilmmel együtt – a TV2 vette birtokába a sorozatot. A TV2 adó 12+ korhatárral vetíti, ám rejtélyes okból semmihez sem használ alacsonyabb besorolást és így ez jelenleg nem tekinthető hivatalosan szükséges besorolásnak.
Az első változatnak az 1990-es években óriási sikere volt, az akkori gyermekgeneráció kívülről fújt számos párbeszédet és rajongott Don Kartács akcentusáért. A második szinkronváltozat ugyan több régi hangot is megtartott, már nem fogadta ilyen jól a közönség. Erőltetettebbé váltak a párbeszédek, élettelenebbek voltak a hangok, és sok régi legendássá vált jellegzetesség is eltűnt vagy leromlott.
Az eredeti fordítás Kozák Ágnes munkája, a dalszövegeket Csík Csaba magyarította.

### A legfontosabb változások
- Szinte az összes epizód új címet kapott, melyek leginkább az eredeti angol címek tükörfordításai, ezért sokszor erőltetettnek tűnnek.
- Cape Suzette nevét Zsuzsánna-fokra módosították, mellyel hiába kerültek közelebb a szó szerinti magyar fordításhoz, játékosságát teljesen elveszítette a városnév.
- Balu hidroplánjának neve Vaskacsáról Kétéltűre változott. (Eredeti neve Sea Duck, szó szerint tengeri kacsát jelent, így a Vaskacsa mindenképpen közelebbi fordítás, ráadásul ötletesebb is.)
- Kit Cloudkicker neve Felhőlovas Kitre módosult, ami szintén közelebb áll a szó szerinti fordításhoz, de a félig magyar, félig angol névnek végül elég komolytalan hangzása lett.
- Rebecca Cunningham is új nevet kapott, Dörzsölt Rebeccaként mutatkozik be az új fordítás szerint, ezáltal Kit sem Miss Cunninghamnek szólítja, hanem Rebecca néninek.
- Rebecca vállalata, a Szárnyalj fennen! az új fordítás szerint Szabad a magasba!.
- Balu és Rebecca eredeti szinkron szerint magázódtak egymással, míg össze nem szoktak, az újrafordítás után viszont azonnal tegeződni kezdtek, ám ezzel elveszett az a távolságtartás, ami a kezdeti időben jellemző volt rájuk, s nagyon fontos a kapcsolatuk szempontjából.
- Molly beceneve, a Malacfül, melyet Balutól kapott, Gomborrú lett, és kedvenc hősének nevét is Démonasszonyról Vésznőre fordították át.
- Több epizód- és mellékszereplő nevét is megváltoztatták.
- Don Kartács jellegzetes akcentusán némileg alakítottak, ám ettől kicsit erőltetett lett.

### Magyar hangok
| Szereplő            | Eredeti hang     | Magyar hang        | Magyar hang              | Magyar hang                                    |
| Szereplő            | Eredeti hang     | 1. magyar változat | 1. magyar változat       | 2. magyar változat                             |
| Szereplő            | Eredeti hang     | 1. évad, 1992      | 2. évad, 1997            | 2003                                           |
| ------------------- | ---------------- | ------------------ | ------------------------ | ---------------------------------------------- |
| Balu                | Ed Gilbert       | Pataky Imre        | Pataky Imre Rajhona Ádám | Melis Gábor                                    |
| Kit Cloudkicker     | R. J. Williams   | Gerő Gábor         | Előd Álmos               | Morvay Gábor                                   |
| Rebecca Cunningham  | Sally Struthers  | Básti Juli         | Für Anikó                | Für Anikó                                      |
| Molly E. Cunningham | Janna Michaels   | Murányi Tünde      | Murányi Tünde            | Murányi Tünde                                  |
| Vadmacs             | Patrick Fraley   | Kerekes József     | Kerekes József           | Kerekes József                                 |
| Lajcsi              | Jim Cummings     | Gruber Hugó        | Gruber Hugó              | Gruber Hugó                                    |
| Don Kartács         | Jim Cummings     | Háda János         | Háda János               | Háda János                                     |
| Trader Moe          | Jim Cummings     | Epres Attila       | ?                        | Magyar Attila (1. hang) Szokol Péter (2. hang) |
| Dilikutya           | Charles Adler    | Forgács Gábor      | Várkonyi András          | Galbenisz Tomasz                               |
| Kukás               | Chuck McCann     | Farkas Antal       | Hankó Attila             | Schneider Zoltán                               |
| Sir Kán             | Tony Jay         | Tolnai Miklós      | Tolnai Miklós            | Tolnai Miklós                                  |
| Spigot ezredes      | Michael J. Gough | Kocsis György      | Kocsis György            | Kocsis György                                  |
| Dunder őrmester     | Lorenzo Music    | Koroknay Géza      | Szűcs Sándor             | Józsa Imre                                     |
| Nagy rendőrbíró     | Jack Angel       | Simon György       | Simon György             | Bácskai János                                  |

További magyar hangok (1. szinkronban, az első évadban): Áron László, Bács Ferenc, Balázsi Gyula (Füttyenhopp Jackson narátora), Barbinek Péter, Benkő Péter, Beregi Péter, Bodor Tibor, Bognár Zsolt, Buss Gyula, Cs. Németh Lajos, Csikos Gábor, Csuha Lajos, Elekes Pál, Faragó József, Garai Róbert, Gyürki István, Halmágyi Sándor, Hankó Attila, Halász László, Harsányi Gábor, Holl Nándor, Hollósi Frigyes, Horkai János (Ralph Throgmorton), Imre István, Incze József, Izsóf Vilmos, Kardos Gábor, Kassai Ilona, Kertész Péter (Mesélő az előző részek tartalmában), Kishonti Ildikó, Kiss Gábor, Kocsis Mariann, Kránitz Lajos, Kubik Anna, Kun Vilmos, Makay Sándor, Melis Gábor, Murányi Tünde, Némedi Mari, Nemes Takách Kata, Nyírő Bea, O. Szabó István, Örkényi Éva, Pálos Zsuzsa, Papp János, Pásztor Erzsi, Pusztai Péter, Pusztaszeri Kornél, Réti Szilvia, Rudas István, Salinger Gábor, Schnell Ádám, Simon György, Szabó Sipos Barnabás, Szacsvay László, Szuhay Balázs, Szűcs Sándor, Teizi Gyula, Tóth József, Trokán Péter, Ujlaki Dénes, Ungvári István, Vajda László, Varga T. József, Várkonyi András, Végh Péter, Végvári Tamás, Verebély Iván, Wohlmuth István, Zágoni Zsolt
- További magyar hangok (1. szinkronban, a második évadban): Beregi Péter, Bíró Anikó, Breyer Zoltán, Czifra Krisztina, Cseke Péter, Csonka András, Csuja Imre, Hacser Józsa, Halász Aranka, Harsányi Gábor, Hollósi Frigyes, Kardos Gábor, Kenderesi Tibor, Kiss Gábor, Kocsis György, Koncz István, Menszátor Magdolna, Murányi Tünde, Némedi Mari, Pusztai Péter, Pusztaszeri Kornél, Riha Zsófi, Spilák Klára, Szabó Ottó, Szalay Csongor, Szalay Imre, Szokol Péter, Szvetlov Balázs, Uri István, Varga Tamás, Végh Ferenc, Wohlmuth István, Zágoni Zsolt
- További magyar hangok (2. szinkronban, a teljes évadban): Baradlay Viktor, Beratin Gábor, Berzsenyi Zoltán, Besenczi Árpád, Bezerédi Zoltán, Bodrogi Attila, Bolla Róbert, Borbiczki Ferenc, Botár Endre, Breyer László, Breyer Zoltán, Buss Gyula, Cs. Németh Lajos, Csőre Gábor, Csuha Lajos, Csurka László, Detre Annamária, Dévai Balázs, Dolmány Attila, Elek Ferenc, Faragó András, Fazekas Zsuzsa, Fekete Zoltán, Gallusz Nikolett, Galkó Balázs, Győri Péter, Hajdu István, Halász Aranka, Harmath Imre, Harsányi Gábor, Holl János, Huszárik Kata, Ifj. Jászai László, Illyés Mari, Kálloy Molnár Péter, Katona Zoltán, Kilényi Márk, Kisfalussy Bálint, Kiss Eszter, Kocsis Gergely, Kocsis Judit, Koffler Gizi, Koncz István, Kristóf Tibor, Laklóth Aladár, Lázár Sándor, Leisen Antal, Makay Sándor, Maróti Gábor, Megyeri János, Mics Ildikó, Morvay Bence, Murányi Tünde, Némedi Mari, Pálfai Péter, Pálos Zsuzsa, Papp János, Papucsek Vilmos, Pethes Csaba, Pusztaszeri Kornél, Rékai Nándor, Rudas István, Scherer Péter, Sebestyén András, Seder Gábor, Seszták Szabolcs, Szabó Éva, Szécsi Vilma, Szersén Gyula, Szokol Péter, Szombathy Gyula, Szórádi Erika, Sztarenki Pál, Tahi Tóth László, Takátsy Péter, Talmács Márta, Tarján Péter, Tóth Auguszta, Ujlaki Dénes, Uri István, Várday Zoltán, Varga Tamás, Várkonyi András, Végh Ferenc, Vizy György, Zámbori Soma, Zana József